# Кубок Испании по футболу 1914
Королевская федерация футбола Испании взяла на себя полный контроль над кубковым турниром и решила, что участие в кубке будут принимать лишь клубы-победители региональных чемпионатов, свободная регистрация на участие больше не разрешалась. С этого сезона, за некоторыми исключениями, победители отборочных раундов стали определяться в двух матчах (дома и в гостях). Соревнования начались 29 марта 1914-года и завершились 10 мая 1914-года финалом, проходившим на стадионе "Estadio de Costorbe" в Иране, в котором "Атлетик Бильбао" в 5-й раз в истории завоевал трофей, победив «Эспаньол» со счетом 2:1, причем оба гола за Бильбао забил Северино Заузо.

## Участники
Предварительно было заявлено 5 клубов:
- Реал Сосьедад Химнастик (Мадрид) — Центральный регион;
- Атлетик Бильбао — Северный регион;
- Эспаньол — Каталония;
- Реал Виго — Галисия;
- Севилья — Южный регион.(отзаявлен)

Так как чемпионата Южного региона не было, собиралась участвовать как победитель «Кубка Севильи».

## Первые матчи
| Атлетик Бильбао | 11–0 | Реал Виго |
| --- | ---- | --------- |
| Хосе Мария Белаусте "II" 20′ · Северино Зуазо 35′ · Альфонсо Гонсалес "Апон" 38′ · Альфонсо Гонсалес "Апон" 40′ · Рамон Белаусте "II" 43′ · Альфонсо Гонсалес "Апон" 54′ · Рафаэль Морено "Пичичи" 60′ · Рафаэль Морено "Пичичи" 70′ · Рафаэль Морено "Пичичи" 81′ · Рафаэль Морено "Пичичи" 89′ · Луис Айста 90′ |      |           |

| Эспаньол | 1:0 | Реал Сосьедад Химнастик (Мадрид) |
| -------- | --- | -------------------------------- |
| ?        |     |                                  |

## Вторые матчи
| Реал Виго            | 3–3 | Атлетик Бильбао                                               |
| -------------------- | --- | ------------------------------------------------------------- |
| Лаго · А.Хаз · А.Хаз |     | Северино Зуазо 12′ · Рамон Белаусте "II" 15′ · Северино Зуазо |

| Эспаньол | 1:1 | Реал Сосьедад Химнастик (Мадрид) |
| -------- | --- | -------------------------------- |
| Урибарри |     | ?                                |

## Финал
| Атлетик Бильбао                         | 2–1 | Эспаньол    |
| --------------------------------------- | --- | ----------- |
| Северино Зуазо 20′ · Северино Зуазо 29′ |     | Виллена 88′ |